# Emil Beck (Ingenieur)
Emil Beck (* 22. November 1887 in Sachsenweiler, Unterweissach; † 20. Februar 1982 ebenda) war ein deutscher Bauingenieur und Baubeamter im Staatsdienst bei der Deutschen Reichsbahn, er war unter anderem Präsident der Reichsbahndirektion Berlin in der Zeit des Nationalsozialismus.

## Leben
Beck studierte nach dem Abitur von 1907 bis 1911 Bauingenieurwesen an der Technischen Hochschule Stuttgart und an der Technischen Universität Danzig. Nach seinem Referendariat war Beck als Regierungsbaumeister (Assessor) bei den Württembergischen Staatseisenbahnen tätig.
Beck nahm als Offizier am Ersten Weltkrieg teil und wurde mit dem Eisernen Kreuz II. und I. Klasse ausgezeichnet.
Nach Rückkehr in den zivilen Eisenbahndienst wurde Beck 1922 nach Breslau versetzt. Anfang 1923 wechselte er als Chefingenieur für Eisenbahn- und Straßenbau in den albanischen Staatsdienst. Nach kurzer Zeit wurde ihm die ganze technische Leitung der öffentlichen Bauten als Generaldirektor der öffentlichen Arbeiten übertragen. Ende 1928 kehrte Beck nach Preußen zurück und war in der Reichsbahndirektion Breslau tätig.
Der NSDAP trat er zum 1. Februar 1931 bei (Mitgliedsnummer 460.298). Im gleichen Jahr wurde Beck in die Hauptverwaltung der Deutschen Reichsbahn versetzt. 1933 wurde er hier als Reichsbahnoberrat Referent für besondere Angelegenheiten. Anfang 1935 wechselte Beck zur Reichsbahndirektion Stettin, wo er Güterzugfahrplandezernent wurde. Ende 1936 ging es weiter als Abteilungsleiter zur Reichsbahndirektion Augsburg und Ende 1938 als Vizepräsident und Oberbetriebsleiter zur Oberbetriebsleitung Süd nach München. Im September 1939 übernahm er die Leitung der Eisenbahndirektion Lodsch und im November 1939 die Leitung der Generaldirektion der Ostbahn im Generalgouvernement in Krakau. Im April 1940 wurde er als Nachfolger von Clemens Marx, der sein Amt am 29. Februar 1940 niedergelegt hatte, Präsident der Reichsbahndirektion Berlin. Als Leiter der Generaldirektion der Ostbahn folgte auf Beck Adolf Gerteis nach.

## Varia
Während seines Studiums wurde Beck Mitglied der Burschenschaft Hilaritas Stuttgart und der Burschenschaft Germania Danzig; 1951 trat er der Burschenschaft Alemannia Danzig-Aachen bei.